# Wabenkugelfisch
Der Wabenkugelfisch (Tetraodon duboisi) ist ein Kugelfisch, der ausschließlich im Malebopool am unteren Kongo in Zentral-Afrika gefunden wurde. Er gilt als äußerst seltener Fisch, der schwer zu fangen ist. Er wurde bisher nicht erfolgreich gezüchtet.

## Merkmale
Der Wabenkugelfisch wird als sehr kleiner Kugelfisch nur bis zu 8,5 cm lang. Er fällt durch sein wabenförmiges Muster auf, das sich von der Seite bis zum Rücken erstreckt. Nur der Bauch bleibt einfarbig. Der Fisch hat, abgesehen vom Bauch, eine dunkle Farbe, die durch gelbe bis weiße Waben gemustert wird. Der Bauch kann ebenfalls entweder gelb oder weißlich erscheinen. Die Flossen des Fisches sind durchsichtig bis bläulich, während die Rückenflosse stärker blau gefärbt ist. Die Schwanzflosse ist braun-orange und die Augen gelb-orange.

## Haltung
Der Fisch sollte in einem 100 cm langen Becken gehalten werden, das über eine dichte Verpflanzung verfügt. Er sollte nur bedingt in Gesellschaft mit anderen Fischen gehalten werden. Das Wasser ist optimalerweise 22–26 °C warm, mit einem pH-Wert zwischen 7,5 und 8,5 und mit einer Härte von 5° bis 20° dGH.
Die Nahrung besteht fast nur aus kleinen, lebenden Schnecken. Die Schale der Schnecken hilft bei der Abnutzung der Zähne und die Schnecken selbst stellen ein nährstoffreiches Futter dar.